# Los Del Río
Los del Río é um grupo musical 
 criado em Sevilha, Espanha; liderado por Antonio Romero Monge e Rafael Ruíz Perdigones. O grupo alcançou grande sucesso mundial, no ano de 1996, com o sucesso "Macarena".

## Discografia
- Macarena (European single) (1993)
- A Mi Me Gusta (1994)
- Calentito (1995)
- Macarena (Bayside Boys Remix single) (1996)
- Macarena Christmas  (Xmas single) (1996)
- Macarena Non Stop (compilation album) (1996)
- Fiesta Macarena (1997)
- Baila (1999)
- Río de Sevillanas (2003)
- P’alante (2004)
- Quinceañera Macaren (2008)
- Bailando con los del rio (2010)
- La Bala (single) (2011)
- Vámonos que nos vamos (2012)
- Sistema Eletrônico Universo (2013)